# Horodyszcze (hromada Cudnów)
Horodyszcze (ukr. Городище) – wieś na Ukrainie, w obwodzie żytomierskim, w rejonie żytomierskim, w hromadzie Cudnów. W 2001 liczyła 296 mieszkańców, spośród których 294 wskazało jako ojczysty język ukraiński, a 2 rosyjski.